# Броненосцы типа «Альма»
Броненосцы типа «Альма» — серия стационерных броненосцев 3-го ранга, построенная ВМС Франции в конце 1860-х годов для службы в колониях. Имели деревянные корпуса, обшитые железной броней, и комбинированное, барбетно-батарейное расположение орудий. Чередуясь между резервными соединениями в метрополии и активной службой в колониях, прослужили до 1890-х, после чего были списаны.

## История
Серия броненосцев типа «Альма» была спроектирована Дюпуи де Ломом, главным инженером французского флота, для службы в колониях и на отдалённых станциях в Индийском и Тихом океанах. Предполагалось, что небольшие, дешёвые и простые в эксплуатации корабли будут более пригодны для службы в условиях слаборазвитой инфраструктуры отдалённых станций, чем океанские броненосцы. Дюпуи де Лом считал, что подобные «Альме» броненосцы 3-го ранга смогут эффективно защищать колониальные владения Франции от нападения небронированых кораблей противника, проводить атаки против неприятельских портов, а в мирное время — эффективно поддерживать порядок среди туземного населения колоний.
Семь кораблей были заложены по проекту «Альма» в 1865 году. По экономическим и эксплуатационным соображениям, все они были изготовлены из дерева, обшитого металлической бронёй: промышленность Франции в то время не могла себе позволить крупносерийное строительство железных броненосцев, к тому же в условиях слабой промышленности колоний, исправлять повреждения деревянных кораблей было много проще. Все корабли имели лёгкое парусное вооружение, рассматривавшееся как необходимое для действующего в колониях корабля.

## Конструкция

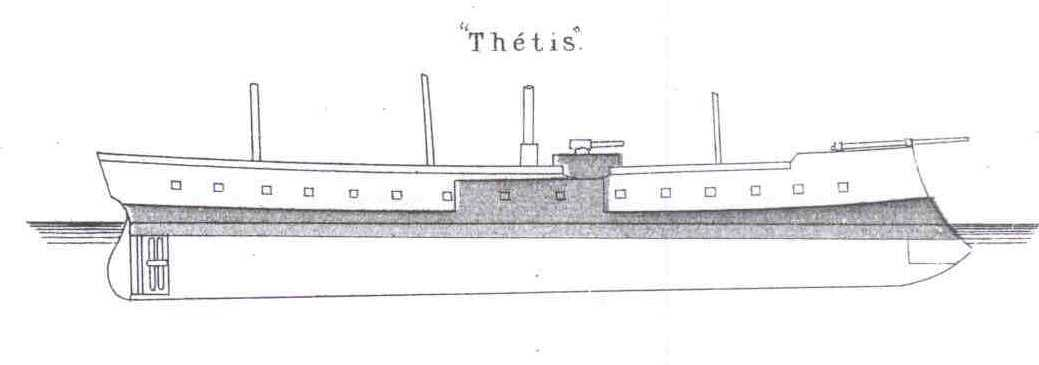
Конструкция броненосца «Тетис»

Броненосцы типа «Альма» были небольшими броненосными корветами водоизмещением в 3889 тонн. Они имели характерный для французской школы кораблестроения сильный завал бортов внутрь в верхней части, и далеко выступающий вперёд массивный таран из кованого железа.
Деревянные корпуса кораблей были обшиты по ватерлинии сплошным поясом из кованой железной брони толщиной в 150 миллиметров. Такое бронирование вполне соответствовало требованиям времени, и могло выдерживать попадания даже сравнительно крупных снарядов «настоящих» океанских броненосцев. Выше пояса бронирована была только расположенная в центральной части артиллерийская батарея: её стенки были защищены 120-миллиметровыми плитами. Стоящие на крыше батареи барбетные установки были защищены 100-миллиметровым железом на 240-миллиметровой тиковой подкладке.
Вне батареи, надводный борт выше пояса бронирования не имел. Для защиты от горящих обломков, деревянные борта были обшиты дополнительно 15-миллиметровыми железными листами.
Вооружение кораблей состояло из шести 194-миллиметровых нарезных казенозарядных орудий, четыре из которых стояли в центральной батарее. Еще две пушки были установлены в барбетах на крыше батареи: барбеты были вынесены на спонсонах за пределы верхней палубы, и обеспечивали погонный и ретирадный огонь. Орудия образца 1864 года предназначались в основном для борьбы с деревянными кораблями, и не могли эффективно пробивать броню на сколь-нибудь значительной дистанции. Еще четыре 120-мм пушки стояли побортно на верхней палубе.
В движение корабли приводила одновальная возвратно-поступательная паровая машина, мощностью в 1896 л.с. Максимальная скорость, обеспечиваемая паром из четырех овальных котлов, составляла 11 узлов, что считалось достаточным для корабля колониальной службы. Запаса угля хватало на 3000 км экономичного 10-узлового хода: чтобы компенсировать недостаточную дальность плавания под парами, корабли несли парусное вооружение.

## Служба
Во время франко-прусской войны 1870—1871 года, броненосцы класса «Альма» находились в строю и активно действовали в течение всего конфликта. «Тетис», «Жанна Д’Арк» и «Армид» в составе Северной эскадры адмирала Буэ-Вильоме блокировали балтийские порты Пруссии до 16 сентября 1870 года. «Монткальм», «Аталанта» и «Рейн Бланш», перешедшие с эскадрой адмирала Фуришона со Средиземного моря, патрулировали воды Северного моря: «Монткальм» впоследствии перешёл в Бискайский залив для наблюдения за германским небронированым корветом «Августа», укрывшимся от преследующих его французских кораблей в Виго.
Вне европейских вод, «Альма», направленная в начале конфликта на Дальний Восток, активно действовала в районе Йокогамы, блокировав в японском порту германские корветы «Грета» и «Медуза». Таким образом, свою основную задачу — защищать французскую периферию — броненосцы типа «Альма» выполнили хорошо: не считая чрезвычайно короткой попытки крейсерствования со стороны «Августы», завершившейся захватом трёх французских торговых пароходов, французские линии коммуникации и колониальные владения были полностью защищены от возможного нападения.
После войны корабли были в основном перенаправлены на отдалённые станции, где и служили, периодически возвращаясь в метрополию для ремонта или временного помещения в резерв действующего флота. Во время Второй карлистской войны в Испании 1872—1876 года, «Тетис», «Жанна Д’Арк» и «Рейн Бланш» патрулировали испанские воды, защищая французских граждан в Испании. За время этой кампании, с кораблями произошёл ряд инцидентов, связанных с их ограниченной манёвренностью: так, «Жанна Д’Арк» случайно протаранила и потопила посыльное судно «Форфайт», а «Тетис» столкнулся с «Рейн Бланшем», который во избежание потопления был вынужден выброситься на отмель.
«Рейн Бланш» и «Альма» принимали участие в бомбардировке тунисского порта Сфакс в 1881 году, связанной с провокационными действиями тунисского бея против французских колониальных владений в Алжире, и впоследствии поддерживали оккупацию Туниса. «Альма», действующая во Вьетнаме, принимала участие в битве при фортах Туань Ань, принудив вьетнамские власти к уступкам. Во время франко-китайской войны в 1884—1885 годах, «Альма» стояла в резерве в Хюэ.
В 1880-х годах корабли начали выводиться из состава флота в связи с интенсивной эксплуатацией в тёплых водах, негативно сказывающейся на деревянных корпусах. В 1883—1887 году пять из семи кораблей были списаны, «Армид» при этом расстрелян на учениях в 1886 году. Два оставшихся — «Монткальм» и «Альма» — были списаны, соответственно, в 1891 и 1895 году.